# 1977年の日本競馬
1977年の日本競馬（1977ねんのにほんけいば）では、1977年（昭和52年）の日本競馬界についてまとめる。馬齢は旧表記で統一する。
1976年の日本競馬 - 1977年の日本競馬 - 1978年の日本競馬

## できごと

### 1月 - 3月
- 1月20日 - ロイヤル香港ジョッキークラブ主催の国際騎手招待競走に、中央競馬の武邦彦騎手が出場する[1]。
- 2月1日 - 横浜市根岸の横浜競馬場跡地に根岸競馬記念公苑の記念館・事務所などが完成、竣工式が行われる[1]。
- 2月16日 - 日本中央競馬会の組織が改正され、場外管理部に替わって場外調査室と環境保安部が新設される[1]。
- 2月21日 - 中央競馬振興会の会長に藤山洋吉が就任する[1]。
- 3月1日 - 名古屋競馬の弥冨トレーニングセンターが開設される[1]。
- 3月5日 - 名神高速道路の路面凍結により輸送が不能になったため、中央競馬では1回阪神3日開催を中止、3月7日に代替開催した[1]。

### 4月 - 6月
- 4月1日 - 公営競技の公営企業金融公庫への納付金率が0.7%から0.8%に引き上げられる[1]。
- 4月16日 - 私鉄ストライキのため、2回阪神7日開催が中止され、4月22日に代替開催される[2]。
- 5月21日 - 中央競馬では、東京・阪神の両競馬場で複合勝馬投票券（ユニット馬券）の試験販売を開始する[2]。
- 5月 - 自由民主党内閣部会に「公営競技に関する小委員会」が設置される[2]。
- 6月6日 - 栗東トレーニングセンターで装蹄競技大会が行われる[2]。
- 6月19日 - 中山競馬場で地方競馬招待競走が行われる[2]。
- 6月21日 - 大井競馬場で特別区競馬組合主催で初めての中央騎手招待競走が行われる。中央騎手招待競走は以後も10月3日に船橋競馬場、10月10日に中京競馬場で行われている[2]。

### 7月 - 9月
- 7月10日 - 参議院選挙のため、中央競馬では中山・阪神・札幌の各開催の第1競走の発走時刻を12時に繰り下げる[2]。
- 7月15日 - 埼玉県浦和競馬組合が設立される[2]。
- 7月16日 - 新潟競馬場で電光掲示板によるオッズと売上票数の表示を実施する[2]。
- 8月7日 - 北海道の有珠山が噴火、虻田一帯の牧場に被害が出る[2]。
- 9月21日 - 中央競馬の厩舎関係者6名がヨーロッパ研修に出発する[2]。
- 9月30日 - 根岸競馬記念公苑が開苑式を迎える。10月2日から一般公開される[2]。

### 10月 - 12月
- 10月8日 - 目黒電話投票所の工事が完成し、運用開始される[2]。
- 10月20日 - 日本社会党が「公営競技に関する政策」をまとめ発表する[2]。
- 10月28日 - 自由民主党公営競技調査懇談会は、「公営競技自体は健全な娯楽として定着しており、これを廃止または削減することは好ましくない。ただし検討すべき点もみられる」との中間報告を発表する[2]。
- 10月29日 - 日本中央競馬会が制作した広報映画『セントウルへの道』が東宝系で一般公開される[2]。
- 10月 - 地方競馬全国協会の短期騎手候補生過程に土屋薫が女性として初めて入所する[2]。
- 11月1日
  - 総理府総務長官の私的諮問機関として「公営競技問題懇談会」が設置される[2]。
  - 大阪市東区安土町のホースビル内に、中央競馬の関西広報コーナーが開設される[2]。
- 11月19日 - 中央競馬で外国騎手招待競走が東京競馬場（11月19日・20日）と京都競馬場（11月26日・27日）に行われる[2]。
- 12月3日 - 江坂電話投票所の工事が完成し、運用開始される[2]。
- 12月17日 - 札幌大通電話投票所の工事が完成し、運用開始される[2]。

### その他
- 日本中央競馬会の広報誌『馬銜』が創刊、各方に配布される[2]。
- 中央競馬の売上金が初めて1兆円を超える（約1兆0991億円）[2]。

## 競走成績

### 中央競馬の主な競走
- 第37回桜花賞（阪神競馬場・4月10日）優勝 : インターグロリア（騎手 : 福永洋一）
- 第37回皐月賞（中山競馬場・4月17日）優勝 : ハードバージ（騎手 : 福永洋一）
- 第75回天皇賞（春）（京都競馬場・4月29日） 優勝 : テンポイント（騎手 : 鹿戸明）
- 第38回優駿牝馬（オークス）（東京競馬場・5月22日) 優勝 : リニアクイン（騎手 : 松田幸春）
- 第44回東京優駿（日本ダービー）（東京競馬場・5月29日) 優勝 : ラッキールーラ（騎手 : 伊藤正徳）
- 第18回宝塚記念（阪神競馬場・6月5日）優勝：トウショウボーイ（騎手：武邦彦）
- 第38回菊花賞（京都競馬場・11月13日） 優勝 : プレストウコウ（騎手 : 郷原洋行）
- 第2回エリザベス女王杯（京都競馬場・11月20日） 優勝 : インターグロリア（騎手 : 福永洋一）
- 第76回天皇賞（秋）（東京競馬場・11月27日） 優勝 : ホクトボーイ（騎手 : 久保敏文）
- 第22回有馬記念（中山競馬場・12月18日） 優勝 : テンポイント（騎手 : 鹿戸明）

### 中央競馬・障害
- 第78回中山大障害（春）（中山競馬場・4月10日）優勝 : バローネターフ（騎手 : 三浦春美）
- 第79回中山大障害（秋）（中山競馬場・12月25日）優勝： バローネターフ（騎手：三浦春美）

## 表彰

### 優駿賞
- 年度代表馬・最優秀5歳以上牡馬 テンポイント
- 最優秀3歳牡馬 バンブトンコート
- 最優秀3歳牝馬 ラブリトウショウ
- 最優秀4歳牡馬 プレストウコウ
- 最優秀4歳牝馬 インターグロリア
- 最優秀5歳以上牝馬 該当馬なし
- 最優秀障害馬 バローネターフ
- 最優秀アラブ ミサキシンボル

## 誕生
この年に生まれた競走馬は1980年のクラシック世代となる。

### 競走馬
- 3月5日 - オペックホース、サクラシンゲキ
- 3月6日 - ヒカリデユール
- 3月17日 - ノースガスト
- 3月18日 - スイートネイティブ
- 3月20日 - アンバーシャダイ
- 3月22日 - ベストブラッド
- 3月30日 - ラフオンテース
- 4月1日 - モンテプリンス
- 4月4日 - ハギノトップレディ
- 4月5日 - バブルカンパニー
- 4月14日 - キョウエイプロミス
- 4月28日 - ケイキロク
- 5月1日 - キングスポイント
- 5月5日 - キンタロー
- 5月22日 - ハワイアンイメージ
- 5月27日 - トライバルセンプー
- 不明 - スイフトスワロー

### 人物
- 1月20日 - 村松学騎手（水沢）
- 2月4日 - 村上忍騎手（水沢）
- 2月7日 - 青木芳之騎手（JRA）
- 2月11日 - 金折知則騎手（JRA）
- 2月27日 - 押田純子騎手（JRA）
- 2月28日 - 山本康志騎手（JRA）
- 3月2日 - 石山繁騎手（JRA）
- 3月3日
  - 折笠豊和騎手（浦和）
  - 岡部誠騎手（名古屋）
- 3月4日 - 今野忠成騎手（川崎）
- 3月15日 - 赤岡修次騎手（高知）
- 3月22日 - 南郷家全騎手（盛岡）
- 4月7日 - 湯前良人騎手、調教師（笠松）
- 4月9日 - 前川恭子調教師（JRA）
- 4月24日 - 今野貞一調教師（JRA）
- 5月31日 - 宮下瞳騎手（名古屋）
- 6月18日
  - 柴田大知騎手（JRA）
  - 柴田未崎騎手（JRA）
- 6月23日 - 和田竜二騎手（JRA）
- 6月27日 - 的場直之騎手、調教師（大井）
- 8月2日 - 常石勝義騎手（JRA）
- 8月26日 - 奥村豊調教師（JRA）
- 9月3日 - 下原理騎手（兵庫）
- 9月5日 - 田村真来騎手（JRA）
- 9月26日 - 古川吉洋騎手（JRA）
- 11月14日 - 横井将人騎手（名古屋）
- 12月19日 - 板倉真由子騎手（JRA）

## 死去

### 競走馬
- 4月28日 - セイユウ
- 10月28日 - ソシアルバターフライ